# 相場操縦
相場操縦（そうばそうじゅう、英語: Market manipulation）とは、金融商品取引法上、有価証券の売買（上場有価証券、店頭売買有価証券、取扱有価証券の売買に限られる）やデリバティブ取引が頻繁に行われているといった誤解へ導くなどの目的で行う行為であり、刑事処罰の対象となるものである（同法第159条、第197条）。

## 種別
金融商品取引法第159条に規定する相場操縦は以下のとおりである。
1. 仮装売買（第1項第1号〜第3号、第9号）
  - 権利の移転を目的としない仮装の有価証券の売買、市場デリバティブ取引・店頭デリバティブ取引
  - 金銭の授受を目的としない仮装の市場デリバティブ取引・店頭デリバティブ取引
  - オプションの付与又は取得を目的としない市場デリバティブ取引・店頭デリバティブ取引
2. 馴合売買（第1項第4号〜第8号、第9号）
  - 通謀を構成要件要素とする、有価証券等の同一価格による買付け・売付け
  - 通謀を構成要件要素とする、市場デリバティブ取引・店頭デリバティブ取引の同一条件取引
3. 変動操作、見せ玉（第2項第1号）
4. 市場操作情報の流布（第2項第2号）
5. 虚偽情報による相場操縦（第2項第3号）
6. 安定操作取引（第3項）
  - 例外的に有価証券の募集若しくは特定投資家向け取得勧誘または有価証券の売出し若しくは特定投資家向け売付け勧誘等を容易にする場合に限っては認められる[1]。

## 罰則
- 10年以下の懲役若しくは1000万円以下の罰金又は併科（同法第197条第1項第5号）
- 財産上の利益を得る目的で、上記の行為を行い、有価証券等の相場を変動させるなどした場合、10年以下の懲役及び3000万円以下の罰金（同条第2項）